# کل‌وز
کل‌وز (به لاتین: Kəlvəz) یک منطقه مسکونی در جمهوری آذربایجان است که در شهرستان لریک واقع شده است. کل‌وز ۲۷۱ نفر جمعیت دارد.